# Himalayaboszanger
De himalayaboszanger (Phylloscopus affinis) is een zangvogel uit de familie Phylloscopidae.

## Verspreiding en leefgebied
Deze soort komt voor in Bangladesh, Bhutan, China, India, Myanmar, Nepal, Pakistan en Thailand en telt 3 ondersoorten:
- P. a. affinis: de oostelijke Himalaya van Nepal tot zuidoostelijk Tibet.
- P. a. perflavus: de westelijke Himalaya van Pakistan tot noordelijk India.
- P. a. occisinensis:westelijk deel van Midden-China en Indisch Subcontinent. Dit was aparte soort (West-Chinese boszanger). Is op grond van in 2019 gepubliceerd onderzoek geplaatst als ondersoort van deze soort.